# Willi Winkler (Autor)
Willi Winkler (* 1957 in Sittenbach) ist ein deutscher Journalist, Übersetzer, Autor und Literaturkritiker der Süddeutschen Zeitung.

## Leben
Winkler hat in München und St. Louis (USA) studiert und unter anderem Bücher von John Updike, Anthony Burgess, Saul Bellow ins Deutsche übersetzt. Er war Redakteur bei der Zeit, Ressortchef Kultur beim Spiegel und schreibt heute vor allem für die Süddeutsche Zeitung im Feuilleton Buchbesprechungen, Glossen, Filmkritiken und zeitkritische Kommentare. Willi Winkler ist römisch-katholisch.

## Werk
Winkler schrieb Sachbücher über den linksextremen sowie über den arabisch-nationalistischen Terrorismus der 1970er und 1980er Jahre: eines über die Rote Armee Fraktion (2007) und eines über den Terror-Finanzier François Genoud (2011).

## Auszeichnungen
1998 erhielt Winkler den Ben-Witter-Preis, 2010 den Otto-Brenner-Preis „Spezial“, der für die beste Analyse in einem Leitartikel, Kommentar oder Essay vergeben wird und mit 10.000 Euro dotiert ist. 
2012 wurde ihm unter anderem für seine literarischen Übersetzungen von Autoren wie Julian Barnes, Anthony Burgess und John Updike der Journalistenpreis des Deutschen Anglistenverbandes verliehen. 
2013 wurde Winkler für seinen Artikel Antichrist über den Schriftsteller Karlheinz Deschner mit dem Michael-Althen-Preis ausgezeichnet.

## Bücher (Auswahl)
- Die Filme von François Truffaut. Heyne-Filmbibliothek, 1985, spätere Auflagen 1992, 1996
- The Beatles. Die Geschichte ihrer Musik. Zusammen mit Mark Hertsgaard, 1995.
- Alle meine Deutschen. Ein Bestiarium. Berlin 1998.
- Bob Dylan. Ein Leben. Alexander Fest Verlag, 2001, ISBN 3-8286-0077-8.
- Mick Jagger und die Rolling Stones. Fünf Leben. Reinbek 2002, ISBN 3-498-07348-6.
- Kino. Kleine Philosophie der Passionen. DTV Verlag, München 2002, ISBN 3-423-20486-9.
- Geschichte der RAF. Rowohlt, Berlin 2007, ISBN 978-3-87134-510-4.
- Der Schattenmann. Von Goebbels zu Carlos: Das mysteriöse Leben des François Genoud. Rowohlt, Berlin 2011, ISBN 978-3-87134-626-2.
- Deutschland, eine Winterreise. Rowohlt, Berlin 2014, ISBN 978-3-87134-796-2.
- Luther: Ein deutscher Rebell. Rowohlt, Berlin 2016, ISBN 978-3-87134-723-8.
- Das braune Netz. Wie die Bundesrepublik von früheren Nazis zum Erfolg geführt wurde. Rowohlt Berlin, Berlin 2019, ISBN 978-3-7371-0039-7. Inhaltsverzeichnis
- Herbstlicht. Eine Wanderung nach Italien. Rowohlt Berlin, Berlin 2022, ISBN 978-3-7371-0110-3.[7]
- Kissinger & Unseld. Die Freundschaft zweier Überlebender. Rowohlt, Berlin 2024, ISBN 978-3-7371-0219-3.